# Trosna (obwód briański)
Trosna (ros. Тросна) – wieś (sieło) w Rosji, w obwodzie briańskim, w rejonie żukowskim. W 2010 liczyła 1626 mieszkańców.
Znajdują tu się stacja kolejowa Trosna i przystanek kolejowy 183 km, położone na linii Briańsk – Smoleńsk.